# 小林元子
小林 元子（こばやし もとこ、11月12日生）は、日本の女性声優。プロダクション・エース所属。栃木県出身。

## 人物
プロダクション・エース演技研究所出身。
特技は着付け、ダンス、硬筆。趣味はアンティーク着物、スキー、スノーボード、ピアノ。
資格は第4級アマチュア無線技士、硬筆書写検定2級、ワープロ検定1級。

## 出演
太字はメインキャラクター。

### テレビアニメ
- R-15（2011年、妹B、友人女、女子、女子B）
- 日常（2011年、長野原よしの、テレビの声[2]）
- 風雲維新ダイ☆ショーグン（2014年、遊女、女3）
- Back Street Girls -ゴクドルズ-（2018年、渡辺）
- ワールドウィッチーズ発進しますっ!（2021年、女子1）
- 「艦これ」いつかあの海で（2022年 - 2023年、初霜）

### OVA
- ふたりエッチ（2014年、長尾舞）

### ゲーム
- 日常〈宇宙人〉（2011年、長野原よしの）
- 艦隊これくしょん -艦これ-（2013年、初春、若葉、子日、初霜[3]）
- マジシャンズデッド（2016年、クラリス・フラーナ）
- 戦姫ストライク（2020年、アスタルテ[4]）

### テレビ
- アニソン★カフェ ゆめが丘（tvk、2009年1月14日 - 9月25日）

### インターネットテレビ
- 仮面Pの満腹てれび(仮)（YouTube『アミュスタイル』チャンネル、2011年）

### ナレーション
- チャクチャクエンタメ 駅前ビジョンナレーション
- フットサル アミノバリュー大会アナウンス

### ラジオ
※はインターネット配信。
- 白石稔のガッチリと無知な物事を探求して行くラジオ（2010年、ランティスウェブラジオ※）
- まろに☆えーるのラジオ「まろらじ」（2013年 - 2017年、YouTube※）
- まろに☆え〜るのまろらじ（2018年 - 、栃木放送）[5]

### 舞台
- 骨髄移植推進キャンペーンミュージカル・明日への扉（園田遥）
- アニ★ゆめセカンドシーズン 東京・恵比寿 AMGホールでの定期公演（レギュラー出演全11回：2009年12月25日 - 2010年5月1日）

### ダンス
- 東京ディズニーランドカウントダウンパレードダンサー
- Ｆリーグバルドラール浦安チアダンサー
- adidasコレクションダンサー

### その他コンテンツ
- とちぎテレビアニメ専用サイトマスコットキャラクター「とちぎのご当地アイドル「まろに☆えーる」」（瓜田瑠梨）

## ディスコグラフィ

### 歌手参加作品
- 「Tick Tack」TVドラマ『ねこばん』オープニング（nico）

### キャラクターソング
| 発売日  | 商品名           | 歌                   | 楽曲 | 備考                    |
| 2016年  | 2016年           | 2016年               | 2016年 | 2016年                  |
| ------- | ---------------- | -------------------- | --- | ----------------------- |
| 1月17日 | まろに☆あるばむ  | まろに☆え〜る        | 「まろに☆YELL!」 「Suger&Spice」 「2人の愛の証は並んでるあなたと私」 「桜の手紙」 「まろに☆え〜るの日光和楽踊り」 | 『まろに☆え〜る』関連曲 |
| 2017年  |                  |                      | |                         |
| 5月4日  | まろに☆あるばむ2 | まろに☆え〜る        | 「Cosmic Fanfaration!」 「アゲてけ⤴⤴うぇいうぇいサマー！」                                                        | 『まろに☆え〜る』関連曲 |
| 5月4日  | まろに☆あるばむ2 | 瓜田瑠梨（小林元子） | 「緑のリボン」 | 『まろに☆え〜る』関連曲 |

### ユニットメンバー
1. 1 2  春崎野乃花（野水伊織）、堤愛実（設楽麻美）、瓜田瑠梨（小林元子）